# Bådshage
En bådshage er et skaft (mellem 1,5 og 2 m) af træ eller metal, der i den ene ende er forsynet med en spyd-lignende spids, der under spidsen er forsynet med en nedadvendende krog. Bådshagen bruges til "fiske" efter liner/trosser e.l., men også til at "støde fra" med.
| Vandsport/vandtransport | Spire Denne vandsports- eller vandtransportsartikel er en spire som bør udbygges. Du er velkommen til at hjælpe Wikipedia ved at udvide den. |